# Lickasjön
Lickasjön är en sjö i Motala kommun och Linköpings kommun i Östergötland och ingår i Motala ströms huvudavrinningsområde. Sjön har en area på 0,64 kvadratkilometer och ligger 59 meter över havet. 

## En sjö i tre socknar och två kommuner
Den nordvästra delen av sjön ligger i Kristbergs socken och den sydvästra i Brunneby socken, båda i Motala kommun. Den östra delen av Lickasjön är belägen i Ljungs socken i Linköpings kommun. I skärningspunkten mellan de tre socknarna möttes Bobergs norra häradsallmänning (Kristberg) och Göta kanalbolags skog (Brunneby), båda markerade på 1868-1877 års häradsekonomiska karta, samt Gullbergs kronopark (Ljung). Lickasjön finns idag inom Prästtomta skjutfält.

## Delavrinningsområde
Lickasjön ingår i det delavrinningsområde (649802-147328) som SMHI kallar för Mynnar i Hällestadsån, närmare bestämt vid Kvarn i del del av ån som kallas Kvarnsån. Medelhöjden är 86 meter över havet och ytan är 45,32 kvadratkilometer. Det finns inga avrinningsområden uppströms utan avrinningsområdet är högsta punkten. Vattendraget som avvattnar avrinningsområdet har biflödesordning 3, vilket innebär att vattnet flödar genom totalt 3 vattendrag innan det når havet efter 77 kilometer. Avrinningsområdet består mestadels av skog (76 procent) och öppen mark (14 procent). Avrinningsområdet har 1,48 kvadratkilometer vattenytor vilket ger det en sjöprocent på 3,3 procent.

## Vargklevsbergets fornborg
Strax väster om Lickasjön finns en fornborg på berget Vargklevsberget (RAÄ Brunneby 5:1).